# Territorio de Belfort
El Territorio de Belfort (90; en francés: Territoire de Belfort) es un departamento francés situado en el este del país, en la región de Borgoña-Franco Condado. Puesto que en su momento fue el último territorio francés continental en ser constituido departamento, recibió el número 90. Los habitantes se denominan, en francés, terrifortains.

## Historia
Tras la guerra franco-prusiana, los prusianos/alemanes obligaron a los franceses a que, por el tratado de Fráncfort, les cedieran el territorio, entre otros, del Alto Rin, la mayoría del cual se sometió al tratado, excepto una pequeña parte situada al suroeste: el territorio cercano a la ciudad de Belfort. Además de la resistencia que opusieron a los "invasores" del este, el hecho de que sus habitantes conocieran mejor el francés que el alemán supuso que el territorio no se anexionara y quedara en manos francesas (L´option française), la opción francesa. Tras varios años con un estatus especial, el Territorio de Belfort se convirtió en el nonagésimo (90) departamento francés en 1922.

## Subdivisiones
Cuenta 9 cantones y 101 comuna.

## Demografía
| 1801   | 1831    | 1841    | 1851    | 1856    | 1861    | 1866    |
| ------ | ------- | ------- | ------- | ------- | ------- | ------- |
| ----   | ----    | ----    | ----    | ----    | ----    | ----    |
| 1872   | 1876    | 1881    | 1886    | 1891    | 1896    | 1901    |
| 56.781 | 68.600  | 74.244  | 79.758  | 83.670  | 88.047  | 92.304  |
| 1906   | 1911    | 1921    | 1926    | 1931    | 1936    | 1946    |
| 95.421 | 101.386 | 94.338  | 96.594  | 99.403  | 99.497  | 86.648  |
| 1954   | 1962    | 1968    | 1975    | 1982    | 1990    | 1999    |
| 99.427 | 109.371 | 118.450 | 128.125 | 131.999 | 134.097 | 137.408 |

La principal ciudad es Belfort, que, según el censo de 1999, tenía 50.417 habitantes en el municipio, y 81.524 en la aglomeración, la cual desborda los límites departamentales.

## Geografía
El Territorio de Belfort está situado en el norte de Borgoña-Franco Condado, al este de Francia. Limita al norte con el departamento de los Vosgos; al oeste, con Alto Saona; al este, con el Alto Rin; al suroeste, con Doubs y al sureste, con Suiza.